# Vysoká (Jihlava)
Vysoká (německy Hochdorf) je vesnice, část krajského města Jihlava. Nachází se asi 5 km na jihozápad od Jihlavy. V roce 2009 zde bylo evidováno 92 adres. V roce 2001 zde trvale žilo 43 obyvatel.
Vysoká leží v katastrálním území Vysoká u Jihlavy o rozloze 4,97 km2.

## Název
Název se vyvíjel od varianty Alta villa (1362), Hohendorf (1365), Hochdorff (1678), Hochdorf (1718, 1720, 1751), Hochdorf, Hohendorf a Wysoka (1846), Hochdorf a Vysoká (1872), Vysoká (1881) až k podobám Vysoká a Hochdorf v roce 1924. Místní jméno vzniklo od přídavného jména vysoký a znamenalo místo, které leží výše či vysoko.

## Historie
První písemná zmínka o obci pochází z roku 1359.

## Přírodní poměry
Vysoká leží v okrese Jihlava v Kraji Vysočina. Nachází se 2 km jižně od Hosova, 6 km jihozápadně od Jihlavy, 5,5 km západně od Rančířova a 3,5 km od severozápadně od Popic. Geomorfologicky je oblast součástí Česko-moravské subprovincie, konkrétně Křižanovské vrchoviny a jejího podcelku Brtnická vrchovina, v jejíž rámci spadá pod geomorfologický okrsek Kosovská pahorkatina. Průměrná nadmořská výška činí 610 metrů. Nejvyšší bod, Vysoká (665 m n. m.), leží jižně od vsi. Jihovýchodně od Vysoké stojí Hůrka (623 m n. m.) a severozápadně od vsi Kamenný kopec (Špičácká vrchovina, 651 m). Na východním okraji Vysoké pramení bezejmenný potok a na jihu potok Okrouhlík. Na území Vysoké se nachází evropsky významná lokalita Lužný rybník, který je pod ochranou pro přirozené eutrofní vodní nádrže s vegetací typu Magnopotamion nebo Hydrocharition.

## Obyvatelstvo
Podle sčítání 1930 zde žilo v 22 domech 151 obyvatel. 27 obyvatel se hlásilo k československé národnosti a 124 k německé. Žilo zde 131 římských katolíků, 18 evangelíků a 2 příslušníci Církve československé husitské.
| Rok            | 1869 | 1880 | 1890 | 1900 | 1910 | 1921 | 1930 | 1950 | 1961 | 1970 | 1980 | 1991 | 2001 | 2011 |
| -------------- | ---- | ---- | ---- | ---- | ---- | ---- | ---- | ---- | ---- | ---- | ---- | ---- | ---- | ---- |
| Počet obyvatel | 145  | 152  | 157  | 136  | 140  | 138  | 151  | 121  | 64   | 50   | 49   | 44   | 43   | 54   |

## Fotogalerie

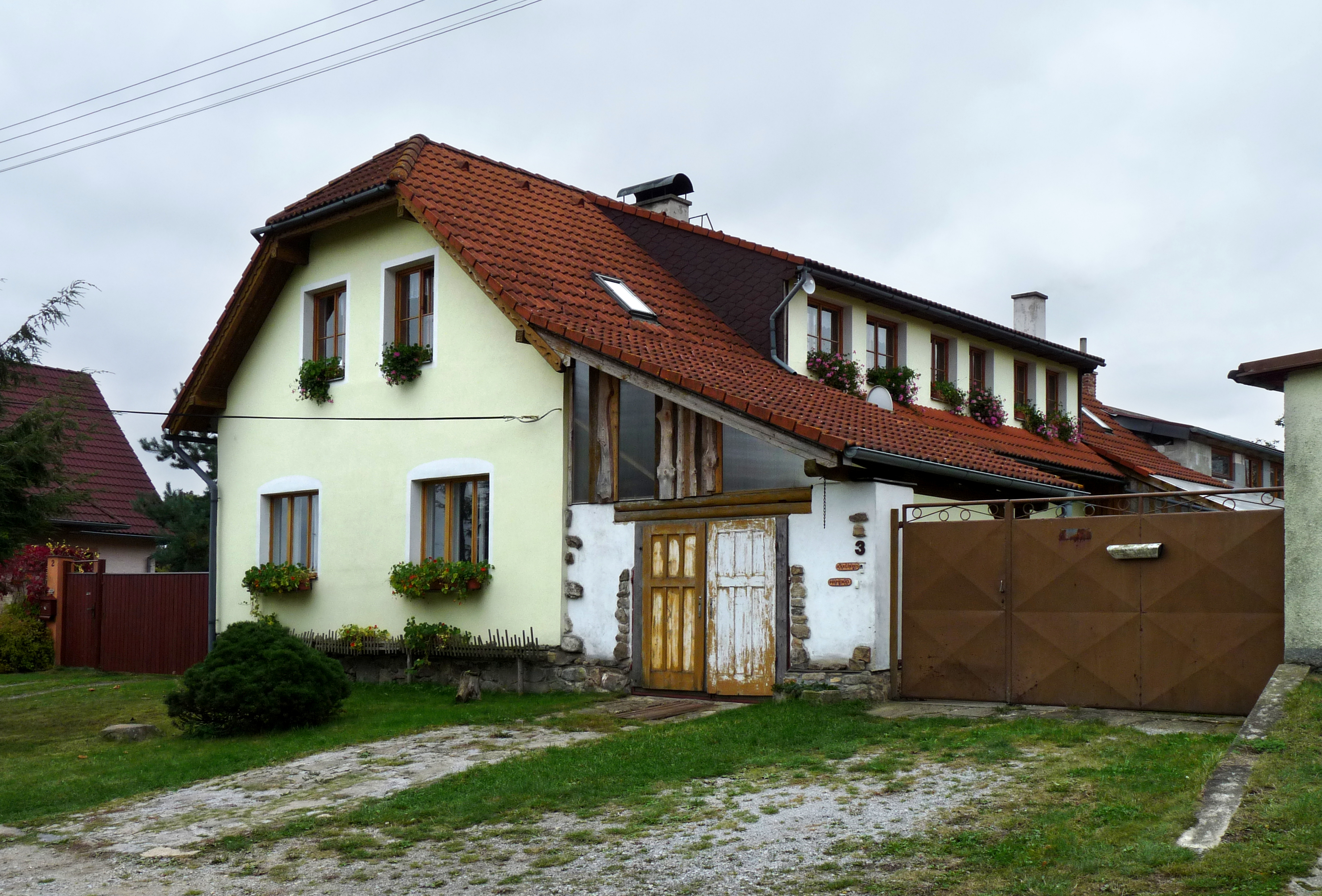
Stavení čp. 3
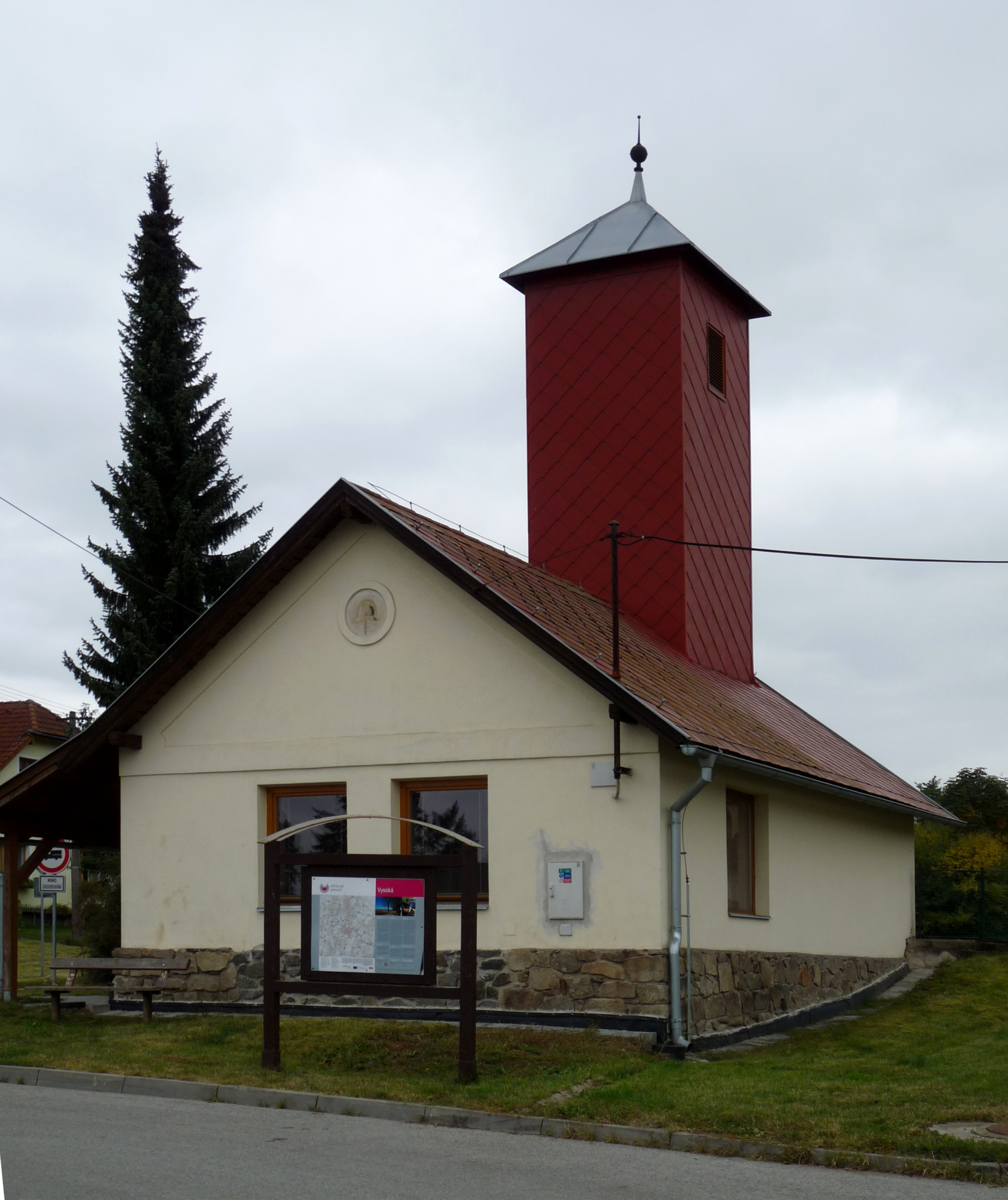
Hasičská zbrojnice
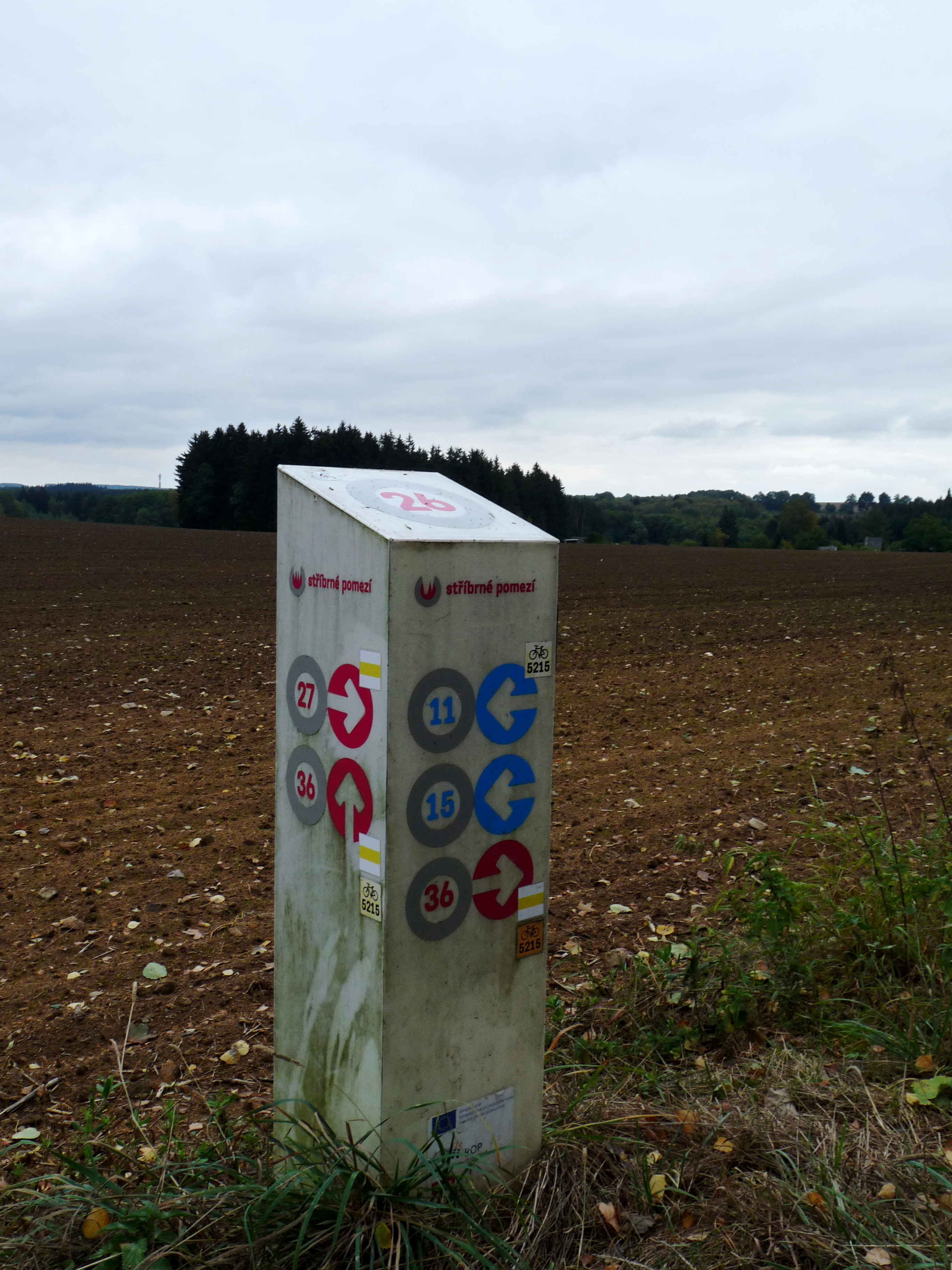
Rozcestník cyklotras
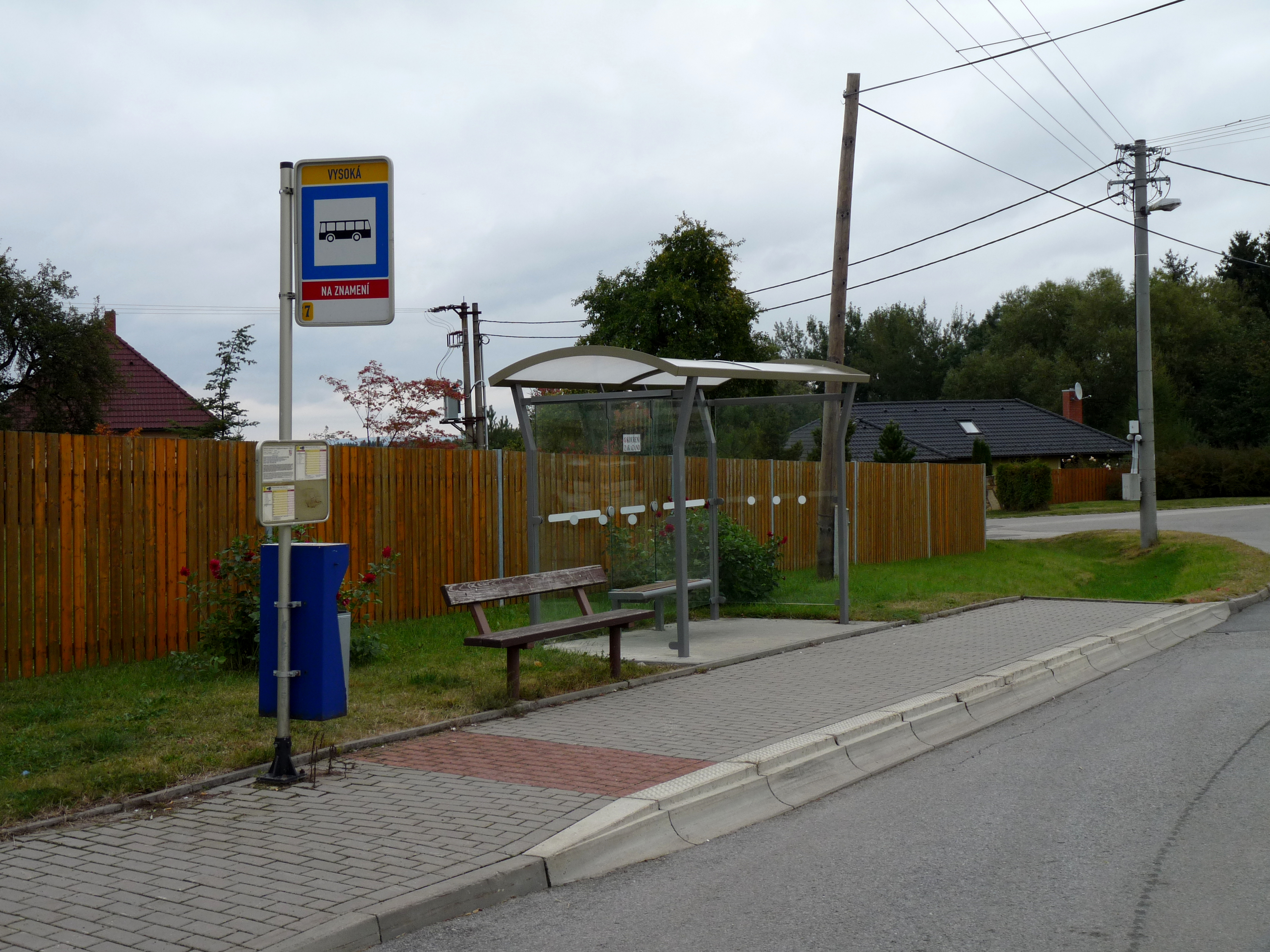
Autobusová zastávka